# Zumatrichia diamphidia
Zumatrichia diamphidia är en nattsländeart som beskrevs av Oliver S. Flint Jr. 1970. Zumatrichia diamphidia ingår i släktet Zumatrichia och familjen smånattsländor. Inga underarter finns listade i Catalogue of Life.